# Leionema lamprophyllum
Leionema lamprophyllum är en vinruteväxtart. Leionema lamprophyllum ingår i släktet Leionema och familjen vinruteväxter.

## Underarter
Arten delas in i följande underarter:
- L. l. lamprophyllum
- L. l. obovatum
- L. l. orbiculare